# تاول شکستگی

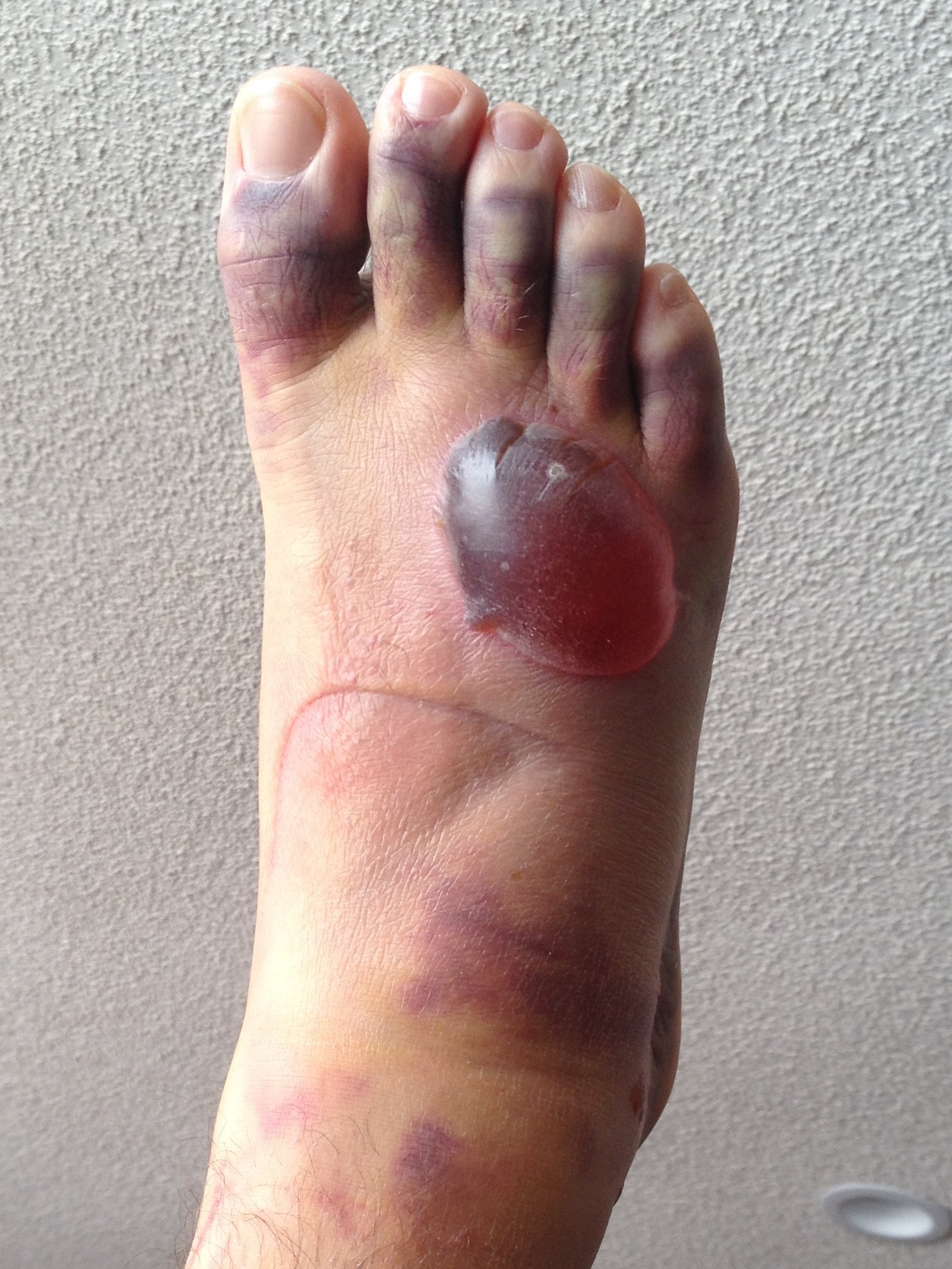

تاول شکستگی (انگلیسی: Fracture blister) روی پوست یک استخوان شکسته ایجاد می‌شود، و شکستگی همراه با گسترش تاول روی آن، یک مسئلهٔ درمانی مطرح در ارتوپدی است.: 43 